# Abierto Internacional Varonil Club Casablanca 2003
L'Abierto Internacional Varonil Club Casablanca 2003 è stato un torneo di tennis facente parte della categoria ATP Challenger Series nell'ambito dell'ATP Challenger Series 2003. Il torneo si è giocato a Città del Messico in Messico dal 15 al 21 settembre 2003 su campi in terra rossa.

## Vincitori

### Singolare
Adrián García ha battuto in finale  Santiago González con il punteggio di 7–5, 6–3

### Doppio
Huntley Montgomery /  Andres Pedroso hanno battuto in finale  Bruno Echagaray /  Jean-Julien Rojer con il punteggio di 6(3)–7, 7–5, 6–4